# Всеволодовка (Северо-Казахстанская область)
Всеволодовка (каз. Всеволодовка) — село в Айыртауском районе Северо-Казахстанской области Казахстана. Входит в состав Казанского сельского округа. Код КАТО — 593245400.

## Население
В 1999 году население села составляло 366 человек (178 мужчин и 188 женщин). По данным переписи 2009 года в селе проживало 306 человек (150 мужчин и 156 женщин).

## Известные уроженцы
В селе родился Михаил Егорович Янко (18 августа 1922 года — 10 августа 1945 года) — участник Советско-японской войны, командир звена 37-го штурмового авиационного полка 12-й штурмовой авиационной дивизии ВВС Тихоокеанского флота, Герой Советского Союза (1945, посмертно), младший лейтенант.